# Interstellar Boundary Explorer
Interstellar Boundary Explorer (en français « Explorateur de la frontière interstellaire »), plus connu sous son acronyme IBEX, est un petit satellite scientifique de la NASA chargé de cartographier l'héliopause c'est-à-dire la frontière séparant l'héliosphère (région de l'espace sous l'influence du Soleil) du milieu interstellaire. Le satellite fait partie du programme Explorer de l'agence spatiale.
Le satellite de 107 kg emporte deux instruments permettant de mesurer l'énergie (14 niveaux sont distingués) et l'origine des atomes neutres d'hydrogène et d'oxygène. Le satellite  lancé le 19 octobre 2008 par un lanceur aéroporté Pegasus XL circule sur une orbite haute autour de la Terre. La durée nominale de la mission est de deux ans mais IBEX est toujours opérationnel en 2019. 

## Caractéristiques techniques

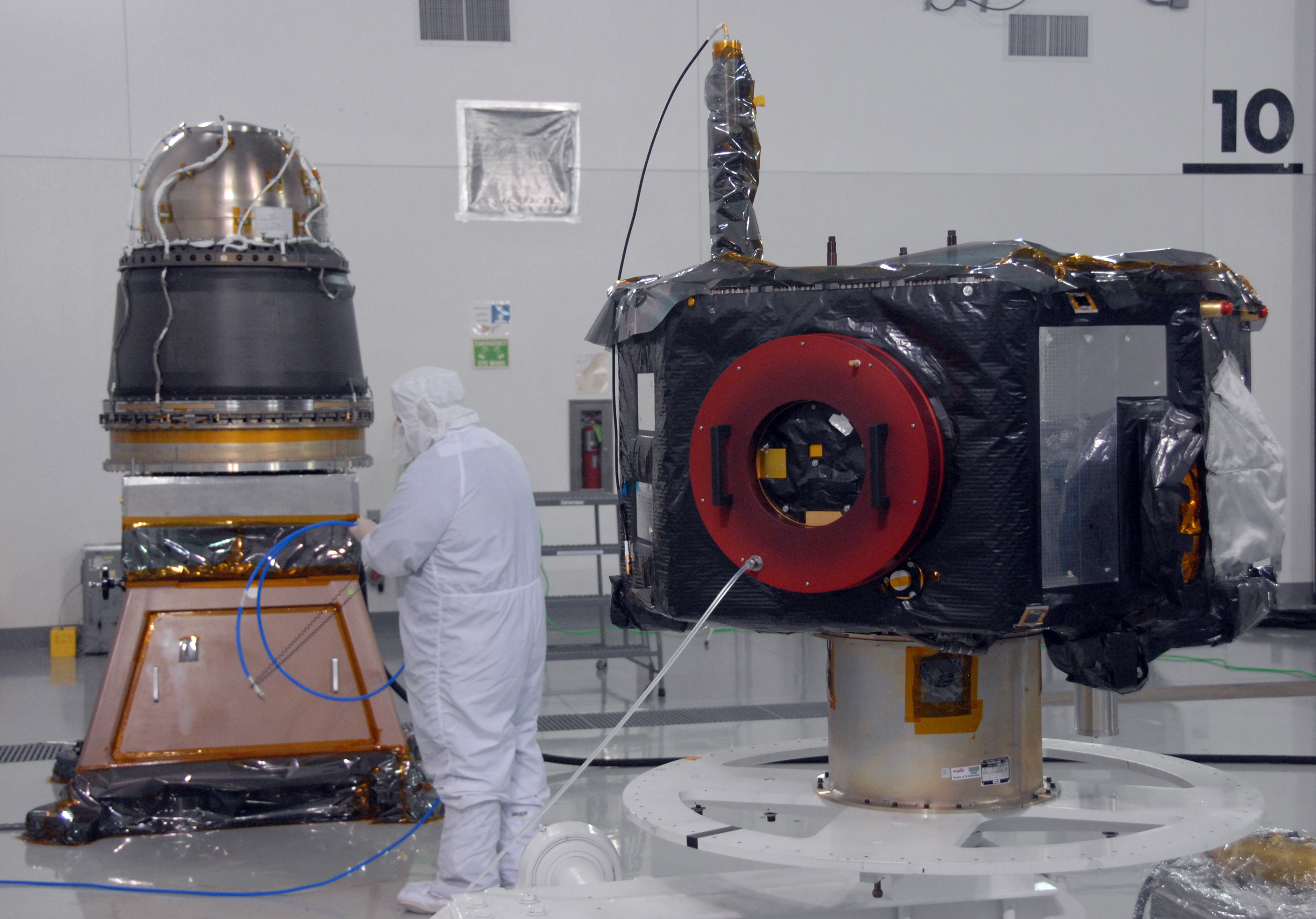
Test et assemblage d'IBEX avec à gauche l'étage Star-27 chargé de placer IBEX sur son orbite haute et à droite le satellite IBEX sur le point de subir un test de rotation.

Mesurant environ 58 cm de haut pour 95 cm de diamètre, IBEX est de forme octogonale. Sa masse à vide est de 80 kg dont 26 kg pour la charge utile auquel s'ajoute 27 kg pour l'hydrazine utilisé par les propulseurs. L'alimentation en électricité est assurée par des panneaux solaires disposés sur la surface d'IBEX. Ces panneaux fournissent une puissance pouvant aller jusqu'à 116 watts, mais la sonde n'en consomme normalement que 66, dont 16 pour la charge utile. La communication avec la Terre est assurée par deux antennes dont le taux de transfert est de 320 kb/s vers IBEX et 2 kb/s vers les satellites du réseau de communication TDRSS.
Le satellite est fixé sur un étage de fusée à combustible solide Star-27 (masse de 355 kg) qui est chargé de placer le satellite sur son orbite haute.

### Charge utile

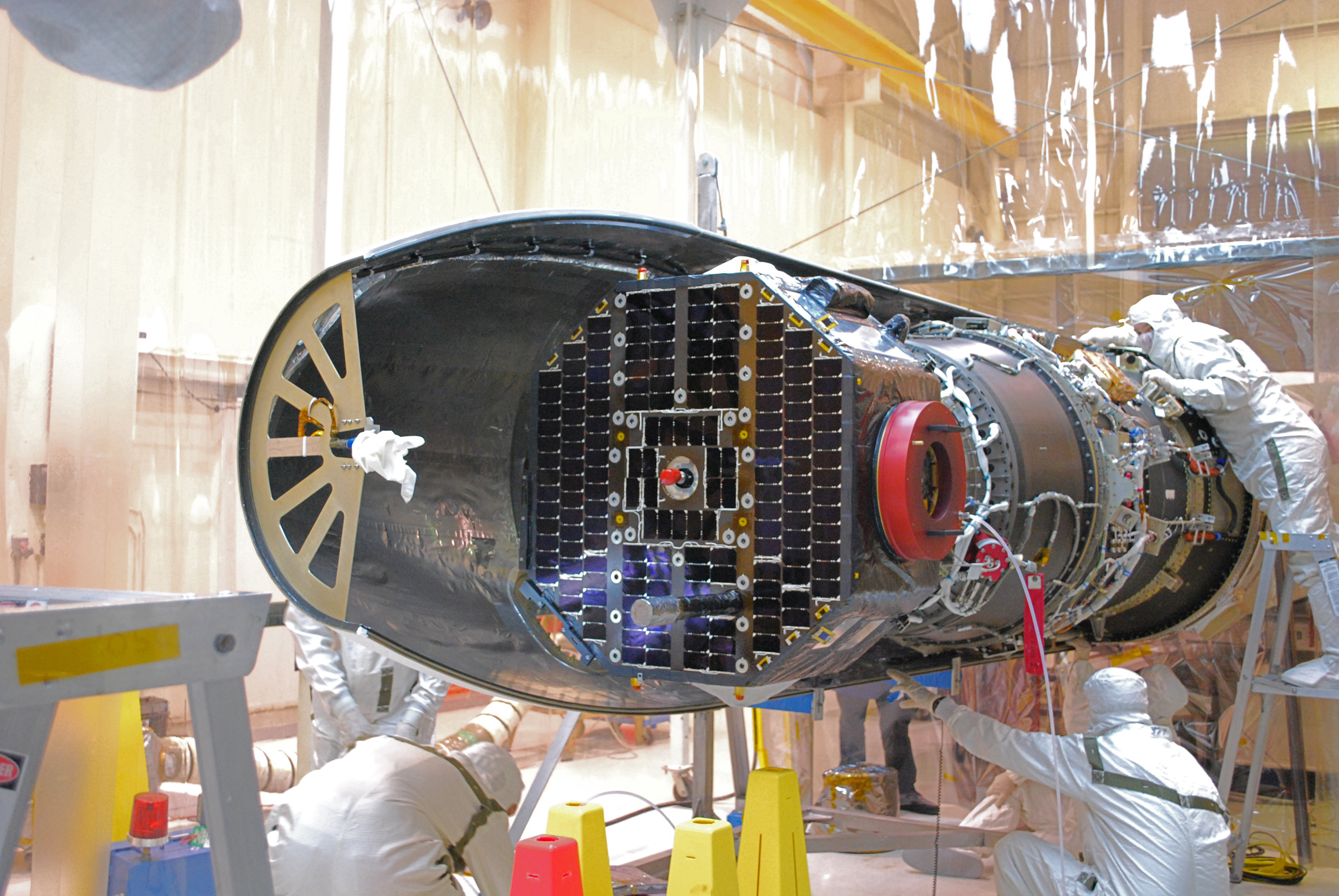
IBEX dans la salle blanche où il est fixé sur son lanceur Pegasus XL. Sur le dessus de la sonde sont visibles les panneaux solaires et sur son côté droit un des deux capteurs de particules.

La charge utile du satellite comprend deux détecteurs d'atomes neutres énergétiques venant de la bordure extérieure de l'héliopause (héliogaine) et du milieu interstellaire. L'un des deux capteurs permet de détecter les atomes neutres d'hydrogène et d'oxygène dont l'énergie est comprise entre 10 eV et 2 keV (IBEX-Lo) et l'autre couvre le spectre énergétique compris entre 300 eV et 6 keV (IBEX-Hi). Les deux détecteurs sont positionnés de part et d'autre du satellite. Ils mesurent l'énergie (14 niveaux sont distingués) et l'origine des atomes neutres d'hydrogène et d'oxygène, perpendiculaires à son axe de rotation.
L'orbite nominale d'IBEX est très éloignée de la Terre pour échapper autant que faire se peut de l'influence de la magnétosphère terrestre sur les particules que le satellite a pour objectif de détecter.

## Objectif
La mission d'IBEX est de cartographier la frontière délimitant le Système solaire, où se rencontrent le vent solaire et les rayons galactiques du milieu interstellaire. Ainsi, les mesures d'IBEX vont compléter les données envoyées par les sondes spatiales Voyager 1 et Voyager 2, qui ont traversé cette frontière respectivement en 2004 et 2007. Cette frontière, l'héliosphère, est importante car, si les rayons galactiques n'étaient pas arrêtés dans cette zone, ils rendraient les vols spatiaux habités bien plus dangereux pour l'Homme.
Bien qu'IBEX soit éloigné de la magnétosphère, cette dernière devrait tout de même perturber les observations, obligeant ainsi les scientifiques à effectuer diverses corrections sur les données collectées. Mais ces perturbations pourraient indirectement donner des indications sur le comportement de zone de la Terre.

## Historique du projet

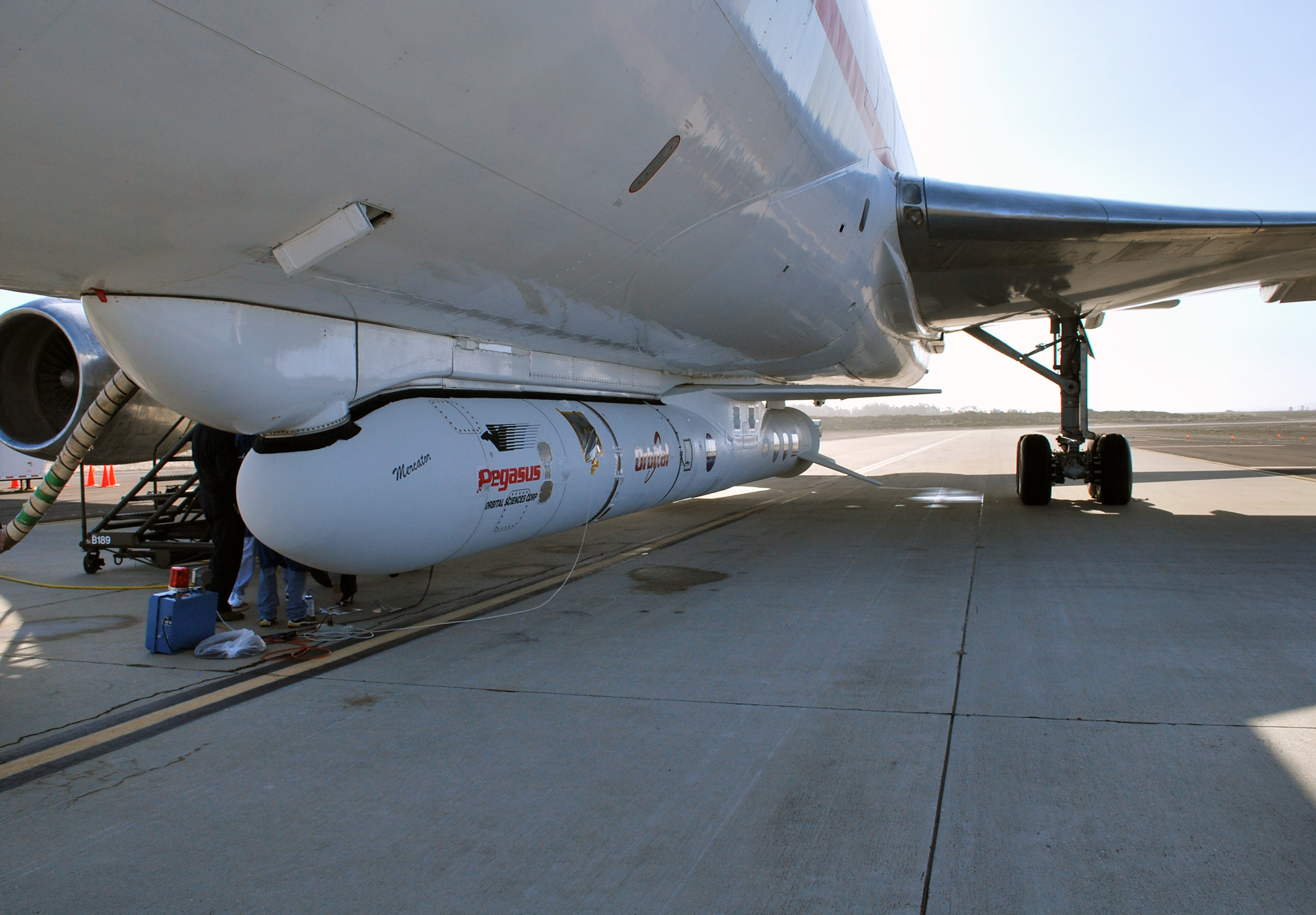
La fusée Pegasus XL emportant IBEX et portée par l'avion L-1011 qui va la larguer huit jours plus tard.

IBEX est un projet du Southwest Research Institute, un institut de recherche et développement indépendant texan, présenté à la NASA pour faire partie de son programme Small Explorer, destiné à réaliser des missions de moins de 120 millions de dollars. L'organisation américaine sélectionne IBEX en janvier 2005, parmi la quarantaine de projets en compétitions.
En janvier 2006 le Preliminary Design Review (PDR) est terminé. Ainsi, tous les aspects liés à la conception du satellite et de sa charge utile sont fixés. À la mi-mars, la NASA confirme officiellement les choix du PDR et fixe notamment le coût de la mission et son calendrier. En septembre, le début de la phase de conception commence avec la validation du Critical Design Review (CDR). En octobre 2007 la charge utile d'IBEX est prête à être intégrée avec le reste du satellite pour subir les différents tests de validations. Après avoir passé avec succès les tests, le satellite est transféré à la base de Vandenberg en juillet 2008. Le lancement a lieu le 19 octobre 2008 à 17 h 48 GMT par une fusée Pegasus XL, larguée par un avion Lockheed L-1011 modifié à environ 200 km de l'atoll Kwajalein dans les îles Marshall. Une fois en orbite, il faut 45 jours au satellite pour rejoindre son orbite de travail.

## Résultats scientifiques
Les premiers résultats scientifiques arrivent environ un mois après le début des observations, une première vue d'ensemble de la frontière du système solaire étant disponible six mois plus tard. Mais il faudra attendre deux ans, qui est la durée nominale de la mission, pour avoir toutes les données.
Le résultat le plus remarquable est la présence d'une région de l'héliosphère en forme de ruban large en moyenne de 20° et s'étalant sur environ 300°, qui produit deux à trois fois plus  d'atomes neutres énergétiques que dans les autres parties de l'héliosphère. Ce ruban concerne les particules ayant une énergie comprise entre 0,2 et 6 keV. Son intensité est maximale pour les atomes d'environ 1 keV. 

## Galerie

Carte de répartition des atomes neutres énergétiques en provenance de l'héliosphère établie par les instruments d'IBEX en 2009 (IBEX-Hi)
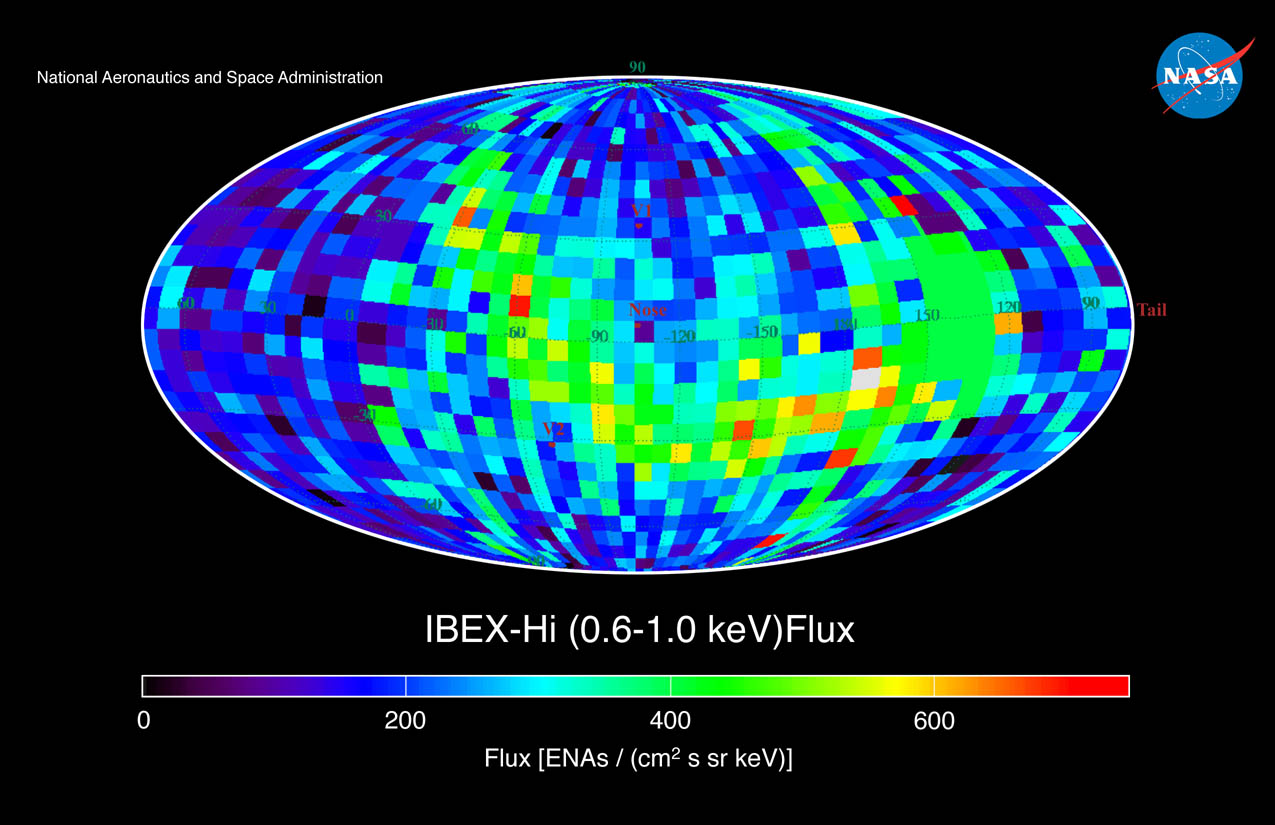
Atomes de 0,6 à 1 keV.
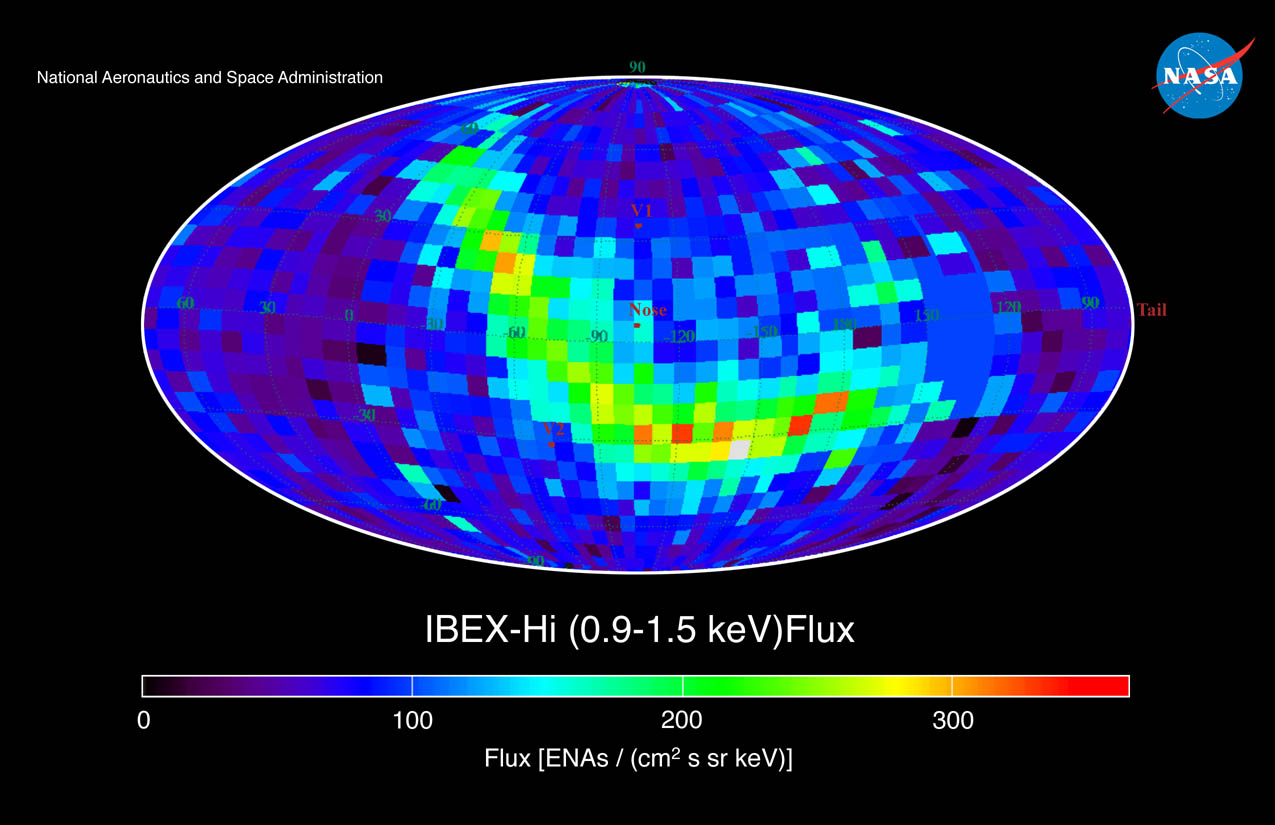
Atomes de 0,9 à 1,5 keV.
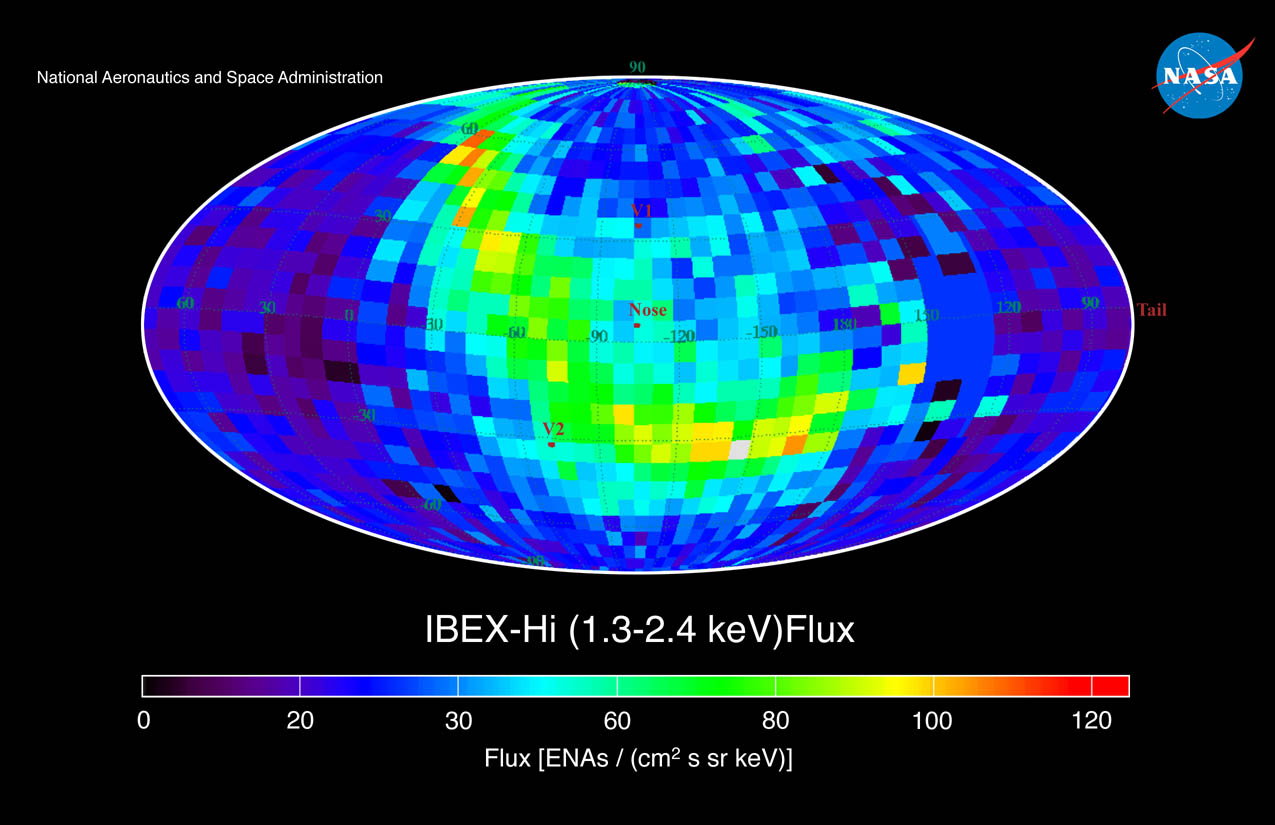
Atomes de 1,3 à 2,4 keV.
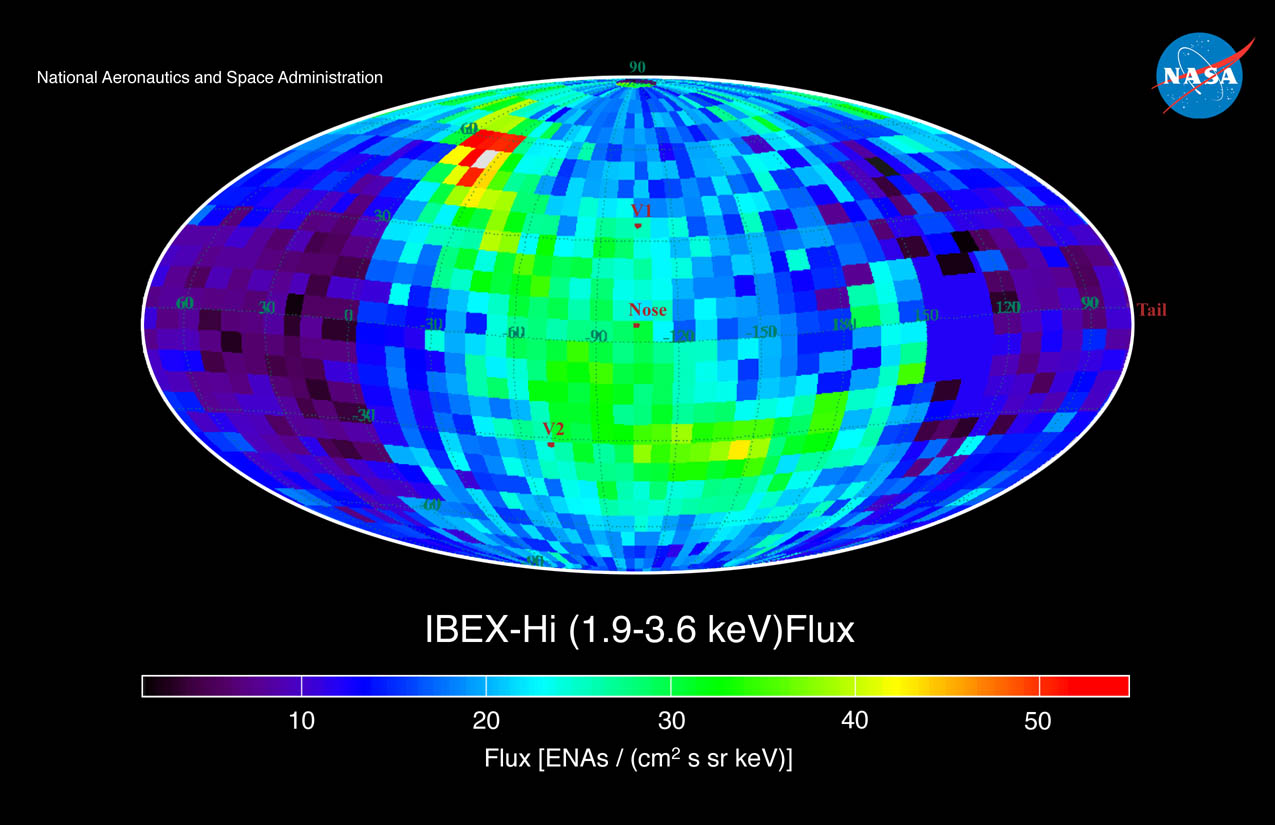
Atomes de 1,9 à 3,6 keV.
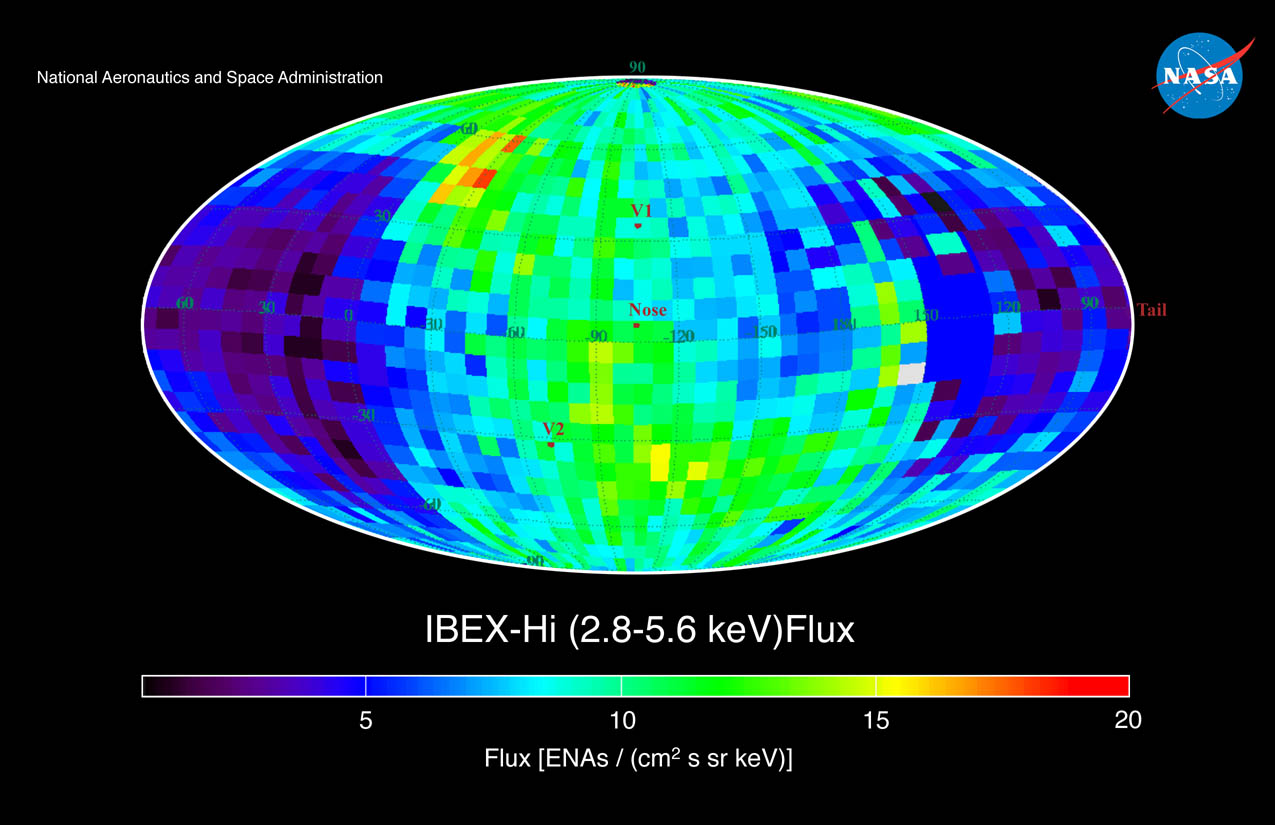
Atomes de 2,8 à 5,6 keV.

## Référence
1. 1 2 3 4 5 6  (en) « Interstellar Boundary EXplorer (IBEX) - 2008-051A », National Space Science Data Center, 5 août 2008 (consulté le 22 octobre 2008).
2. ↑  (en) « Spacecraft » [image], Southwest Research Institute (consulté le 22 octobre 2008)
3. ↑  (en) « IBEX - Mission Design », Southwest Research Institute, 1er octobre 2008 (consulté le 22 octobre 2008).
4. 1 2  (en) « IBEX - Data Products », Southwest Research Institute, 1er octobre 2008 (consulté le 23 octobre 2008).
5. 1 2 3  (en) « IBEX - Timeline », Southwest Research Institute, 1er octobre 2008 (consulté le 21 octobre 2008).
6. ↑  (en) S. A. Fuselier, F. Allegrini et H. O. Funsten, « Width and Variation of the ENA Flux Ribbon Observed by the Interstellar Boundary Explorer », Science, vol. 326, no 5955,‎ 13 novembre 2009, p. 962-964 (DOI 10.1126/science.1180981, lire en ligne).